# NGC 6634
NGC 6634 is een asterisme in het sterrenbeeld Boogschutter. Het hemelobject werd in 1751 ontdekt door de Franse astronoom Nicolas Louis de Lacaille.